# Чесноков, Леонид Иванович
Леонид Иванович Чесноко́в (26 марта 1920, Янычи, Пермский уезд — 28 июля 1999, Новосибирск) — советский военный лётчик, участник Великой Отечественной войны. Герой Советского Союза (24.03.1945). Полковник.

## Биография
Родился 26 марта 1920 года в селе Янычи ныне Пермского района Пермского края. Окончил 7 классов средней школы в селе Платошино в 1935 году, затем окончил ФЗУ. Работал слесарем в Перми.
С января 1939 года — в Красной Армии. В 1939 году окончил Пермскую военно-авиационную школу, в 1940 году — Энгельсское военное авиационное училище. Служил пилотом в 226-м ближнебомбардировочном авиационном полку ВВС Киевского особого военного округа, летая на лёгких бомбардировщиках Су-2.
Участник Великой Отечественной войны с 22 июня 1941 года. Воевал на Юго-Западном фронте. Отличился в Киевской оборонительной операции, за что уже в начале августа 1941 года одним из первых наградных указов за войну был награждён орденом Красной Звезды.
В конце августа 1941 года полк был расформирован, а младший лейтенант Чесноков переведён в 52-й ближнебомбардировочный авиационный полк 76-й авиационной дивизии ВВС Юго-Западного фронта. В октябре 1941 года полк передали на Южный фронт. Участвовал в Киевской и Донбасско-Ростовской оборонительных, Ростовской и Барвенково-Лозовской наступательных операциях, в Сталинградской битве.
В конце 1942 года полк был расформирован, после чего Л. И. Чесноков служил в 15-м отдельном разведывательном авиационном полку ВВС Приволжского военного округа, а затем воевал в 56-й отдельной авиационной эскадрилье в составе 5-й воздушной армии на Степном и 2-м Украинском фронтах. Участник Курской битвы и битвы за Днепр. Особо отличился в боевом вылете 28 августа 1943 года на харьковском направлении, где возглавляемое им звено штурмовиков Ил-2 подверглось внезапной атаке 6 немецких истребителей FW 190. Не растерявшись, умело руководил боем звена, в котором лично сбил 2 немецких истребителя.
В начале 1944 года был сформирован 207-й отдельный корректировочно-разведывательный авиационный полк, главной задачей которого было корректирование артиллерийского огня войск 2-го Украинского фронта. Полк был вооружён самолётами Ил-2. В этом полку Л. И. Чесноков воевал до Победы, участвуя в Уманско-Ботошанской, Ясско-Кишинёвской, Бухарестско-Арадской, Дебреценской, Будапештской, Венской наступательных операциях.
К ноябрю 1944 года командир эскадрильи 207-го отдельного корректировочно-разведывательного авиационного полка 5-й воздушной армии 2-го Украинского фронта капитан Чесноков Леонид Иванович совершил 269 боевых вылетов. Сбил 3 самолёта в воздушных боях. Выполнил 83 штурмовки наземных целей и 91 бомбардировку. Провёл 85 вылетов на визуальную и фотографическую разведку, а также на корректирование артиллерийского огня. Им было уничтожено 20 танков, 273 автомашины, 11 артиллерийских батарей, 6 миномётов, 3 переправы, 1 железнодорожный эшелон с боеприпасами, 2 самолёта на немецком аэродроме. Корректируя огонь артиллерии, помог уничтожить 4 артиллерийские батареи, 4 переправы, 1 бронепоезд, 32 машины с военными грузами.
За образцовое выполнение боевых заданий командования на фронте борьбы с немецкими захватчиками и проявленные при этом отвагу и геройство Указом Президиума Верховного Совета СССР от 24 марта 1945 года капитану Чеснокову Леониду Ивановичу присвоено звание Героя Советского Союза с вручением ордена Ленина и медали «Золотая Звезда».
К концу войны выполнил уже 289 боевых вылетов.
После войны продолжал службу в Советской армии. Командовал авиационным полком. В 1953 году вступил в КПСС. В 1955 году окончил Военно-воздушную академию. Служил заместителем начальника ВВС Сибирского военного округа по боевой подготовке. В 1959 году полковник Л. И. Чесноков уволен в запас.
Жил в Новосибирске. С 1961 года работал в Сибирском научно-исследовательском институте авиации имени С. А. Чаплыгина начальником штаба Гражданской обороны.
Скончался 28 июля 1999 года. Похоронен в Новосибирске на Заельцовском кладбище.

## Награды
- Герой Советского Союза (24.03.1945)
- Орден Ленина (24.03.1945)
- Орден Красного Знамени (12.03.1942)
- Два ордена Отечественной войны 1-й степени (21.09.1944, 11.03.1985)
- Орден Отечественной войны 2-й степени (5.11.1942)
- Два ордена Красной Звезды (2.08.1941, 5.11.1954)
- Медаль «За боевые заслуги» (20.06.1949)
- Медаль «За взятие Будапешта» (1945)
- Медаль «За взятие Вены» (1945)
- Медаль «За оборону Сталинграда» (1943)
- Ряд других медалей

## Память
- Мемориальная доска в память о Герое установлена на доме, в котором он жил (Новосибирск, проспект Дзержинского, дом 71).
- Именем Героя названа улица в родном селе Янычи Пермского края (2003).